# Carlo Salvioni
Carlo Salvioni (født 3. marts 1858 i Bellinzona, død 21. oktober 1920 i Milano) var en italiensk sprogforsker. 
Han studerede først medicin og filologi i Basel og fortsatte dernæst de filologiske studier i Leipzig, hvor han tog doktorgraden med en afhandling om La fonetica del dialetto moderno della città di Milano. Efter at have været privatdocent i Turin, blev han 1890 professor i indoeuropæiske sprog ved universitetet i Pavia og 1902 Ascolis efterfølger ved universitetet i Milano. Salvioni har især beskæftiget sig med italienske dialekters fonetik, morfologi og ordforråd, og hans fleste arbejder behandler det norditalienske (særlig lombardiske) og rætoromanske område. I en række afhandlinger mellem 1905 og 1915 beskæftiger han sig dog også med dialekterne på Korsika og Sardinien. 
Han var vicepræsident ved Istituto Lombardo, og i dette videnskabelige selskabs Rendiconti og i Archivio glottologico, hvis betydeligste medarbejder han i mange år var, findes en stor del af hans arbejder, som: Saggi intorno ai dialetti di alcune vallate all' estremità settentrionale del Lago maggiore (Archivio glottologico IX); Annota zioni sistematiche alle antiche scritture lombarde (sammesteds XII, XIV); Dialetto di Poschiavo (Rendiconti dell'Istituto lombardo XXXIX); Sul dialettò milanese arcaico (sammesteds 1919); Spigolature siciliane (sammesteds XL—XLIII), Osservazioni sull'antico vocalismo milanese (Miscellanea Rajna), osv. 
I 1907 planlagde han det store værk Vocabolario della Svizzera italiana, som skulle samle og udgive hele det dialektale ordforråd i Schweiz og bevare dialekterne mod forglemmelse. Ved hjælp af så udmærkede medarbejdere som Guarnerio og Merlo, skred værket frem trods  krigen. Salvionis unge søn, som han havde håbet skulle fuldende hans værk, døde dog sammen med sin broder i krigen. 
Han havde desuden planlagt og samlet materiale til flere forskellige arbejder, som ikke blev fuldendte; således blandt andet et etymologisk leksikon over italienske dialekter. Som forarbejder hertil udkom: Postille italiane e ladine al vocabolario romanzo (Revue de dialectologie romane IV og V) og Di qualche criterio dell’indagine etimilogica (1905), der klarlægger, hans synspunkter.